# Sphodromerus reducta
Sphodromerus reducta är en insektsart som beskrevs av Kevan, D.K.M. 1967. Sphodromerus reducta ingår i släktet Sphodromerus och familjen gräshoppor. Inga underarter finns listade i Catalogue of Life.